# Max Ringelmann
Max Ringelmann (* 29. Juli 1868 in Schweinfurt; † 24. April 1917 in Würzburg) war ein deutscher Jurist und Kommunalpolitiker sowie Oberbürgermeister von Würzburg.

## Leben und Wirken
Max Ringelmann besuchte 1868 das Gymnasium in Schweinfurt und begann 1890 das Studium der Rechtswissenschaften in München und in Berlin, wo er sich auch volkswirtschaftliche Kompetenz aneignete. In Würzburg wurde er 1894, eingestellt im Gewerbereferat, Magistratsrat. Unter Philipp Michel und von diesem unterstützt war der junge Rechtsrat von 1901 bis 1913 zunächst Zweiter rechtskundiger Bürgermeister (und Finanzreferent) der Stadt. Nach Michels Rücktritt wurde er im Jahr 1913 mit Unterstützung durch die Sozialdemokraten zu dessen Nachfolger als Oberbürgermeister Würzburgs gewählt. Im Juli 1914 erhielt er, nachdem die 1908 in Bayern eingeführte Bezeichnung „Oberbürgermeister“ zunächst als Auszeichnung verliehen wurde, den Titel eines Oberbürgermeisters. Er blieb nur bis 1917 im Amt. Am 24. April starb er an Lungen- und Rippenfellentzündung.
Ringelmanns 1897 geborener Sohn Ernst beteiligte sich als linksradikaler Student im April 1919 am Revolutionären Aktionsausschuss (auch Aktionsausschuss des Revolutionären Proletariats genannt) der Würzburger Räterepublik als Vorsitzender des Referates "Presse und Plakate".